# Óriás-fürkészdarázs
Az óriás-fürkészdarázs (Dolichomitus imperator) a rovarok (Insecta) osztályának a hártyásszárnyúak (Hymenoptera) rendjébe, ezen belül a fürkészdarazsak (Ichneumonidae) családjába tartozó faj.

## Előfordulása
Gyakori erdei utakon, erdőszéleken.

## Megjelenése
Testhosszuk 20-35 mm, szárnyaik 15-21,5 mm hosszúságúak.
Karcsú teste, csápjai fekete, lábai vörös színűek, a hátsó lábai alsó része is fekete. Feje lekerekített. A nőstény fekete tojócsöve hosszabb, mint a teste.

## Repülési ideje
Júniustól októberig.

## Szaporodása
A nőstény szaglószerve segítségével kutatja fel a xilofág gazdalárvákat (pl. cincérlárvák). Potroha végén lévő hosszú tojócsövét maga alá hajlítva átfúrja a fa kérgét. A fúrás helyét rendkívüli pontossággal határozza meg, a legrejtettebb helyeken is. Hogy minél mélyebbre tudjon hatolni, apró tipegő  lépésekkel forog  körbe, majd elérve az áldozat testét azt átszúrja és petecsövén keresztül egy petét helyez el a testébe. Ezután tojócsövét kihúzza és magára hagyja az utódját. A parazita lárva a gazdaszervezet létfontosságú szerveit elkerülve, annak testéből táplálkozik, míg végül elpusztítja azt.

## Haszna
Alacsony szinten tartják a kártevők populációit.